# روبرت مور وليامز
روبرت مور وليامز (بالإنجليزية: Robert Moore Williams)‏ (1907، فارمنغتون في الولايات المتحدة - 1977 في الولايات المتحدة)؛ كاتب وروائي أمريكي.

## روابط خارجية
- روبرت مور وليامز على موقع IMDb (الإنجليزية)